# Thomas Vinterberg
Thomas Vinterberg (ur. 19 maja 1969 w Kopenhadze) – duński reżyser, scenarzysta i producent filmowy. 

## Życiorys
Zasłynął tym, że wraz z Larsem von Trierem napisał manifest ruchu Dogma 95. Vinterberg był twórcą pierwszego filmu z certyfikatem tego manifestu - Festen (1998). Obraz ten zdobył Nagrodę Specjalną Jury na 51. MFF w Cannes. 
Zaprzyjaźniony z amerykańskim zespołem Metallica.
Przewodniczył jury sekcji "Cinéfondation" na 52. MFF w Cannes (1999) oraz jury sekcji "Un Certain Regard" na 66. MFF w Cannes (2013).